# Damontre Moore
Damontre Lamounte Moore (DeSoto, 11 settembre 1992) è un giocatore di football americano statunitense che gioca nel ruolo di defensive end per i Toronto Argonauts della Canadian Football League (CFL). Fu scelto nel corso del terzo giro (81º assoluto) del Draft NFL 2013 dai Giants. Al college ha giocato a football alla Texas A&M University venendo premiato unanimemente come All-American.

## Carriera universitaria
Come linebacker di riserva nella sua prima stagione nel 2010, Moore fece registrare 40 tackle, 5,5 sack e un intercetto. Nella sua prima stagione come titolare nel 2011 mise a segno 72 tackle e 8,5 sack. Nella sua terza e ultima stagione con gli Aggies stabilì i nuovi primati personali con 81 tackle e 11,5 sack.

## Carriera professionistica

### New York Giants
Considerato uno dei migliori prospetti tra i defensive end del Draft NFL 2013, Moore fu scelto nel corso del terzo giro dai New York Giants. Debuttò come professionista nella settimana 2 contro i Denver Broncos. La sua stagione da rookie si concluse con 11 tackle e un fumble forzato in 15 presenze, nessuna delle quali come titolare.
Il primo sack in carriera, Moore lo mise a segno nella settimana 4 della stagione 2014 contro i Washington Redskins. La sua seconda annata si chiuse disputando tutte le 16 partite (nessuna come titolare), con 32 tackle e 5,5 sack.
Il 2 novembre 2020 Moore fu sospeso per sei partite per avere fallito un test antidoping.